# Eurata hilaris
Eurata hilaris är en fjärilsart som beskrevs av Hans Zerny 1937. Eurata hilaris ingår i släktet Eurata och familjen björnspinnare. Inga underarter finns listade i Catalogue of Life.